# Huang Sui
Huang Sui (chinesisch 黄穗, Pinyin Huáng Suì; * 8. Januar 1982 in der Provinz Hunan) ist eine Badmintonspielerin aus der Volksrepublik China.

## Karriere
Im Jahr 2000 gewann Huang mit Lu Ying die German Open im Damendoppel.
Huang nahm für China im Badminton bei Olympia 2004 im Damendoppel mit ihrer Partnerin Gao Ling teil. Sie hatten in der ersten Runde ein Freilos und schlugen in der zweiten Runde Chin Eei Hui und Wong Pei Tty aus Malaysia. Im Viertelfinale bezwangen Huang und Gao Ann-Lou Jørgensen und Rikke Olsen aus Dänemark mit 15:6, 15:7. Sie gewannen das Halbfinale gegen Zhao Tingting und Wei Yili aus China mit 15:10, 17:14, aber verloren das Finale gegen Zhang Jiewen und Yang Wei, auch aus China, mit 7:15, 15:4, 15:8, um die Silbermedaille zu gewinnen. Dafür gewannen die beiden im Jahr 2004 das Finale der Badminton Swiss Open.
2005 gewann sie mit ihrer Partnerin Gao Ling sowohl das Damendoppelfinale bei den German Open als auch das bei den All England 2005.
2006 gewann sie die Finals bei den All England, China Masters, Malaysia Open, Macau Open und den Japan Open. Bei der 2006 in Madrid ausgetragenen Individual WM wurde Huang Sui gemeinsam mit Gao Ling Siegerin im Damendoppel. Den Titel konnten sie 2007 nicht verteidigen. Sie unterlagen im Finale ihren Landsfrauen Yang Wei und Zhang Jiewen in zwei Sätzen mit 16:21 und 19:21.
Nach ihrer aktiven Karriere wechselte sie nach Australien.